# Campylocentrum ariza-juliae
Campylocentrum ariza-juliae là một loài thực vật có hoa trong họ Lan. Loài này được Ames mô tả khoa học đầu tiên năm 1938.